# Милорад Кривокапич (ватерполіст)
Милорад Кривокапич (8 січня 1956) — югославський ватерполіст.
Олімпійський чемпіон 1984 року, срібний призер 1980 року.
Чемпіон світу з водних видів спорту 1986 року.
Срібний призер Чемпіонату Європи з водного поло 1985 року.
Переможець Середземноморських ігор 1979, 1983 років.